# Авіста
Авíста (італ. avista — за пред'явленням) — банківський термін, що має два близьких значення:
1. Вексель на пред'явника, виданий без зазначення строку платежу (сплати), що може бути пред'явлений до оплати у будь-який час[1][2].
2. Напис на векселі чи на будь-якому іншому цінному папері, запис в реєстрі, або книзі векселів, що засвідчує можливість одержання грошей за пред'явленням, або після завершення визначеного векселем строку[1][2]. Напис авісти може бути на чеках та на поштових переказах.